# Les Trois Pics
Les Trois Pics est une sculpture contemporaine réalisée par l'artiste Alexander Calder et située devant la gare ferroviaire de Grenoble, dans la région Auvergne-Rhône-Alpes, en France.

## Situation et accès
Ce stabile, situé face au principal bâtiment d'accueil des voyageurs (côté ville) de la gare ferroviaire de Grenoble est principalement desservie par les lignes A et B du tramway de Grenoble, ainsi que par de nombreuses autres lignes de bus et de car desservant le site.

## Histoire
C'est en 1967, année précédent l'année des jeux olympiques d'hiver organisés à Grenoble, que la ville passe commande au sculpteur américain Alexander Calder pour cette sculpture qui accueille les voyageurs de sa masse puissante et dynamique.
Installée en 1968, haute de 12 mètres et large de 8 mètres, celle-ci représente symboliquement les trois massifs montagneux qui entourent l'agglomération : le massif de la Chartreuse, le massif du Vercors et la chaîne de Belledonne.
À l'origine, ce stabile était installée sur un sol pavé représentant des hexagones noirs sur fond blanc, mais cet aménagement a été modifié lors de la construction de la ligne de tramway dans les années 1980.

## Description
Ce stabile, reposant sur trois pieds, est composé de trois feuilles d'acier peintes en noir emboîtées les unes dans les autres à mi-hauteur. Cette structure souleva une tempête de protestations, car à l'époque, on comparait l'œuvre à un tas de ferraille peu avenant pour les touristes. Les grenoblois par dérision et en raison de la facture, l'ont surnommée "La Joie de Vivre".

## Autres œuvres similaires
Deux autres œuvres similaires d'Alexander Calder sont également présentes dans l'agglomération grenobloise. 
- l'une est installée devant le Musée de Grenoble et symbolise un Monsieur Loyal de 9 mètres de haut.
- l'autre est posée sur le domaine universitaire de Grenoble. Haute de 7 mètres, celle-ci s'appelle la Cornue mais elle est surnommée le chat par les étudiants, en raison de sa forme[2].